# Иван Айвазовски
Иван Константинович Айвазовски (на руски: Иван Константинович Айвазовский; на арменски: Հովհաննես Կոստանդինի Այվազովսկի) е руски художник от арменски произход, известен с морските си пейзажи.
След обучението си в Петербургската художествена академия, Айвазовски пътува из Европа и живее за кратко в Италия в началото на 40-те години на 19 век. След завръщането си в Русия е назначен за главен художник на флота. Художникът има близки връзки с политическия и военен елит на страната и често присъства по време на военни маневри. Ползва се с патронажа на царското семейство и е високо ценен през целия му живот. Крилатата фраза „достойно за четката на Айвазовски“, популяризирана от Чехов, се използва в Русия, за да „опише нещо неизказано прекрасно“.
Един от най-ярките руски творци на своето време, Айвазовски е популярен и извън Русия. Има безброй самостоятелни изложби в Европа и САЩ. През почти 60-годишната си кариера той създава около 6000 картини, което го прави един от най-плодовитите художници на века. В картините му преобладават морските пейзажи, често изобразява и батални сцени, арменски теми и портрети. По-голямата част от творчеството на Айвазовски е в руски, украински и арменски музеи, както и в частни колекции.

## Биография

### Първи години и образование
Иван Айвазовски е роден е на 29 юли 1817 г. (17 юли стар стил) във Феодосия – пристанище на Кримския полуостров. В кръщелното си свидетелство е записан под името Ованес, син на Кеворк Айвазян. По време на следването си в Петербургската художествена академия е известен като Иван Гайвазовски. По време на престоя си в Италия през 40-те години на XIX век се преименува на Айвазовски. През 1844 г. подписва писмо с италианизирана версия на името си – Джовани Айвазовски.
Баща му, Константин (ок. 1765 – 1840), е сравнително заможен търговец от полската част на Галиция. Предците му емигрират от Турска Армения през 18 век. След безброй семейни конфликти, Константин напуска Галиция и заминава за Молдавия, а след това за Буковина, след което в началото на 19 век се установява във Феодосия. Първоначално носи името Кеворк Айвазян, но сменя фамилията си на Гайвазовски, добавяйки полското „-ски“. Избухналата през 1812 г. чумна епидемия го довежда до фалит. Майката на Авйазовски, Рипсима, е арменка от Феодосия. Двамата с Константин имат пет деца – три момичета и две момчета. Брат на художника е известният арменския историк на Арменската апостолическа църква Габриел Айвазовски.
Младият Айвазовски получава енорийско образование в местната арменска църква. Още в ранна възраст проличават неговите артистични и музикални способности – той се научава да свири на цигулка. Рисуване учи при Якоб Кох, местен архитект. Той се мести в Симферопол със семейството на Таврическия губернатор Александър Казничеев през 1830 г. и посещава градската руска гимназия. През 1833 г. Айвазовски пристига в Санкт Петербург, за да учи в Петербургската художествена академия в класа на пейзажиста Максим Воробиев. През 1835 г. пейзажите „Преглед на брега на морето в близост до Санкт Петербург“ и „Изследване на въздуха над морето“ му печелят сребърен медал и той е определен за помощник на модерния френски пейзажист Филип Танер. Учейки се от Танер, Айвазовски (въпреки забраната му) работи самостоятелно, продължава да рисува пейзажи, някои от които включва в есенното изложение на Академията за изящни изкуства през 1836 г. Творбите му получават добър отзвук от критиците на Танер, но от друга страна са критикувани за превземане. Танер се оплаква от Айвазовски на Николай I, и по заповед на царя всички картини на младия художник са отстранени от изложбата. През 1837 г. художникът се включва в класа по батална живопис на тема „Военноморски картини“, воден от Александър Зауервейд и участва в ученията на Балтийския флот във Финския залив. През октомври същата година завършва Академията, две години по-скоро от предвиденото, като печели златен медал за картината „Спокойствие“. Той се завръща във Феодосия през 1838 г. и прекарва там две години. През 1839 г. взима участие във военни занятия край бреговете на Крим, по време на които се запознава с адмиралите Михаил Лазарев, Павел Нахимов и Владимир Корнилов.

### Първо пътуване из Европа
В края на 1830-те години Айвазовски се сприятелява с Карл Брюлов и Михаил Глинка. През 1840 г. Айвазовски е изпратен от Академията да учи в Европа. Първо заминава за Венеция, като минава през Берлин и Виена и посещава венецианския остров Св. Лазар Арменски, където се помещава важно арменско паство, в което по това време живее брат му Габриел. Айвазовски изучава арменски ръкописи и се запознава с арменското изкуство. Във Венеция се запознава с Николай Гогол. След това се отправя към Флоренция, Амалфи и Соренто. Започва да рисува съвсем кратко навън, а основната работа по картините върши в студио, като това му дава възможност за импровизации. Във Флоренция се запознава с художника Александър Иванов. Остава в Неапол и Рим между 1840 и 1842. Тук Айвазовски силно се повлиява от италианското изкуство и местните музеи стават за него „втора академия“. За успеха на италианските му изложби се разбира и в Русия. Картината „Хаос“ е закупена от папа Григорий XVI, който го награждава със златен медал. Като цяло работата на Айвазовски в Италия е високо оценена от критиката и получава добра реализация на пазара на картини.
След това Айвазовски заминава за Швейцария, Германия, Холандия и Великобритания, където се запознава с Джоузеф Търнър, който „е толкова впечатлен от картината му „Заливът на Неапол на лунна светлина“, че сам предприема пътуване из Италия“. На международната изложба в Лувъра, той е единственият представител от Русия. За картините си печели златен медал на Парижката академия за изящни изкуства. След това се завръща в Неапол през Марсилия и отново посещава Великобритания, Португалия, Испания и Малта през 1843 г. В Бискайския залив корабът му е сполетян от буря и почти потъва, поради което парижките вестници излизат със заглавия за смъртта му. Завръща се в Русия през следващата година, като минава през Париж и Амстердам.

### Завръщане в Русия и брак
След завръщането си в Русия Айвазовски получава титлата „академик“ и е назначен за „официален художник за морски и крайбрежни сцени и морски битки на Руския флот“. По поръчка на флота рисува изгледи от пристанищните градове Кронщад, Талин, Свеаборг и други. През 1845 г. Айвазовски пътува из Егейско море с Константин Николаевич (втория син на царя) и посещава Константинопол и гръцките острови Патмос и Родос.
През същата година художникът решава да се установи за постоянно във Феодосия, където си построява студио. Изолира се от външния свят и поддържа връзки с малък кръг приятели и роднини. Това отшелничество изиграва лоша услуга на кариерата му. В средата на века руското изкуство преминава от Романтизма към руския стил в Реализма, а Айвазовски продължава да рисува романтични морски пейзажи, заради което понася сериозна критика.
През 1845 и 1846 г. художникът посещава маневрите на Черноморския и на Балтийския флот край Петерхоф, близо до императорския дворец. През 1847 г. получава титлата „професор по морска живопис“ от Петербургската академия и е издигнат в ранг на аристократ. Същата година е избран и за член на холандската Кралска академия за наука и изкуство.
През 1848 г. Айвазовски се жени за Джулия Грейвс, английска гувернантка. Двамата имат четири дъщери: Елена (1849), Мария (1851), Александра (1852) и Йоана (1858). Разделят се през 1860 г. и се развеждат през 1877 г. с разрешението на Арменската църква, тъй като Грейвс е лутеранка.

### Възходът през 1850-те години
През 1851 г., пътувайки с руския император Николай I, Айвазовски се отправя за Севастопол, за да участва във военни маневри. Археологическите му разкопки край Феодосия водят до избирането му за член на Руското географско дружество през 1853 г. Същата година избухва Кримската война и той се евакуира в Харков. Когато става безопасно се завръща в Севастопол, за да рисува батални сцени. Творбите му са изложени в града по време на османската обсада.
Между 1856 и 1857 г. Айвазовски работи в Париж и става първият руски (и първият не-французин) артист, който става кавалер на Ордена на Почетния легион. През 1857 г. посещава Константинопол и е награден с Орден „Меджидие“. Същата година е избран за почетен член на Московското артистично дружество. Гръцкия орден на спасителя получава през 1859 г., а руския орден „Св. Владимир“ – през 1865 г.
Айвазовски открива студио във Феодосия през 1865 г. и е награден със заплата от Петербургската академия.

### Пътувания и награди: от 60-те до 80-те години на XIX в.
През 1860-те години Айвазовски рисува няколко картини, вдъхновени от гръцкия национализъм и обединението на Италия. Критското въстание го вълнува не само като маринист и баталист. През 1868 г. художникът е в Константинопол и рисува серия картини за гръцката съпротива срещу османците и става един от инициаторите за изпращане на помощи на гръцките въстаници.
През същата година Айвазовски заминава за Кавказ и посещава руската част на Армения за първи път. Рисува няколко планински пейзажа и през 1869 г. организира изложба в Тбилиси. По-късно същата година пътува до Египет и взима участие в откриването на Суецкия канал. Той е първият, който рисува канала, с което ознаменува това епохално събитие в историята.
През 1870 г. Айвазовски става Действителен статски съветник (виж „Таблица на чиновете“), четвъртият най-висок граждански чин в Русия. През следващата година участва в създаването на археологическия музей във Феодосия. През 1872 г. посещава Ница и Флоренция и организира изложби там. През 1874 г. Академията за изящни изкуства във Флоренция го моли за негов автопортрет, който да бъде изложен в галерията Уфици. Същата година Айвазовски заминава за Константинопол по покана на султан Абдул Азис и получава Орден „Османие“. През 1876 г. става член на Академията във Флоренция и става вторият руски художник (след Орест Кипренски), който рисува свой автопортрет за Палацо Пити.
Айвазовски става почетен член на Кралската академия за изящни изкуства в Щутгарт през 1878 г. Пътува до Холандия и Франция, като остава за кратко във Франкфурт до 1879 г. След това посещава Мюнхен, Геноа и Венеция, за да събере материал за откриването на Америка от Колумб.
През 1880 г. Айвазовски отваря галерия в дома си във Феодосия; това е третият музей в Русия след Ермитажа и Третяковската галерия. Същата година е обявен за почетен гражданин на Феодосия. През 1881 г. Айвазовски организира своя изложа в Лондон, която е посетена от Джон Миле и Едуард VII.

### Втори брак и смърт
Втората съпруга на Айвазовски, Анна Бурназян, е млада арменска вдовица. Художникът казва, че женейки се за нея през 1882 г., се „приближава към народа“ си, имайки предвид арменците. През същата година той посещава Москва и Санкт Петербург и пътува по Волга през 1884 г.
През 1885 г. става Таен съветник. Следващата година ознаменува 50-годишната си кариера с изложба в Санкт Петербург и почетно членство в Петербургската академия за изящни изкуства.
След срещата на художника с Чехов, писателят го описва в писмо до съпругата си от 22 юли 1888 по следния начин:
| “ | Айвазовски здрав и сърдечен възрастен човек, около седемдесет и пет годишен, който изглежда като незначителен арменец и свещеник; изпълнен е с чувство за собствената си важност, има меки ръце и се ръкува като генерал. Не е много весел, но е сложна личност, която заслужава по-нататъшно изучаване. В него са съчетани генерал, свещеник, артист, арменец, местен стар селянин и Отело. | ” |

След като пътува с жена си до Париж през 1892, Айвазовски заминава за САЩ, където посещава Ниагарския водопад, Ню Йорк и Вашингтон. През 1896, на 79-годишна възраст, Айвазовски получава чин Действителен таен съветник.
Айвазовски е силно покрусен от Арменските кланета (1894 – 1896) и рисува серия картини на теми като Изгонването на турския кораб и Арменските кланета край Трабазон. Захвърля медалите, дадени му от османския султан в морето, и казва на турския консул във Феодосия: „Кажи на кръвожадния си господар, че изхвърлих всички медали, които ми е дал. Ето ги лентите, прати му ги и ако иска може да ги захвърли в моретата, които съм рисувал“. Рисува няколко картини за тези събития – „Клането на арменци край Трабазон“ (1895), „Самотен кораб. Нощ. Трагедия в Мраморно море“ (1897).
Последните си години Айвазовски прекарва във Феодосия, където осигурява вода за града от собственото си имение, открива художествено училище, започва първите археологически разкопки в района и построява исторически музей. Благодарение на усилията му е създадено търговското пристанище и градът е свързан с железопътната мрежа.
Иван Айвазовски умира на 2 май 1900 г., (19 април стар стил). Съгласно волята му е погребан в двора на арменската църква „Св. Сргис“. Саркофагът му е от бял мрамор и е проектиран от италианския скулптор Биоджиоли през 1901 г. На него е гравиран цитат на класически арменски език от „История на Армения“ от Мовсес Хоренаци, гласящ: „Роден смъртен, той остави безсмъртен спомен за себе си.“

## Айвазовски художникът
През 60-годишната си кариера Айвазовски създава около 6000 картини. Повечето изобразяват морето. Той рядко рисува пейзажи без вода, а потретите му са съвсем малко. Айвазовски никога не рисува картините си в природата, а винаги по памет и далеч от брега. Артистичната му памет е легендарна. Той е способен да пресъздаде видяното за много кратко време, без дори да прави предварителни скици. Правдивостта на картините му изумява неговите съвременници и най-вече способността му да предаде ефекта на движещата се вода и отражението на светлината.

### Изложби
През кариерата си Айвазовски има 55 самостоятелни изложби (безпрецедентен брой). Сред отличителните са тези в Рим, Неапол и Венеция (1841 – 42), Париж (1843, 1890), Амстердам (1844), Москва (1848, 1851, 1886), Севастопол (1854), Тбилиси (1868), Флоренция (1874), Санкт Петербург (1875, 1877, 1886, 1891), Франкфурт (1879), Щутгарт (1879), Лондон (1881), Берлин (1885, 1890), Варшава (1885), Константинопол (1888), Ню Йорк (1893), Чикаго (1893), Сан Франциско (1893).
Освен това той излага свои платна и в Петербургската галерия (1836 – 1900), Парижкия салон (1843, 1879), Обществото за изложба на творби на изкуството (1876 – 83), Московското общество на почитателите на изкуството (1880), Панруските изложби в Москва (1882) и Нижни Новогрод (1896), Световно изложение|Световните изложения в Париж (1855, 1867, 1878), Лондон (1863), Мюнхен (1879) и Чикаго (1893), Филаделфия (1876) и Берлин (1896).

### Стил
Въпреки че е предимно романтичен художник, Айвазовски използва и някои реалистични елементи. Той остава верен на Романтизма през целия си живот, въпреки че се ориентира и към Реализма. Ранните му творби са повлияни от учителите му в Петербургската академия Максим Воробиев и Силвестер Щедрин. Класически художници като Салватор Роса, Якоб ван Ройсдал и Клод Лорен допринасят за развитието на индивидуалния му стил. Карл Брюлов, най-известен с „Последният ден на Помпей“, изиграва важна роля в насърчаването на собственото творческо развитие на Айвазовски. В най-добрите си картини от 40-те и 50-те години на XIX век, Айвазовски използва разнообразни цветове, а темите са както епични, така и романтични. През 1850-те години романтичните черти в творчеството му взимат връх. „Деветата вълна“ изглежда бележи прехода от фантастичните цветове в ранните му творби към по правдивите сцени в късното му творчество. През 1870-те години, в картините му доминират нежните цветове; през последните две десетилетия от живота си Айвазовски създава поредици от морски пейзажи със сребрист оттенък.
Ясното преминаване в руското изкуство от Романтизъм към Реализъм в средата на века оставя Айвазовски изложен на критика, тъй като той винаги се придържа към романтичния стил. Предлаганите обяснения за неговото нежелание или невъзможност да промяна започват с родното му място – Феодосия е отдалечен град в огромната руска империя, далеч от Москва и Санкт Петербург. Възгледите и настройката му започват да изглеждат старомодни и не отговарят на развитието на руското изкуство и култура. Владимир Стасов приема само ранните му платна, а Александър Беноа пише в своята „История на руската живопис през 19 век“, че въпреки че е ученик на Воробиев, Айвазовски стои встрани от развитието на руската пейзажна школа.
Зрелите творби на Айвазовски обикновено са в голям мащаб и съдържат драматичен замисъл. В късния му период негови любими теми са романтичният сблъсък между човека и природата в лицето на морето („Дъгата“, 1873), тъй наречения „син маринизъм“ („Заливът на Неапол в рано утро“, 1897 и „Бедствие“, 1898), както и градският пейзаж („Лунна светлина над Босфора“, 1894).

#### Галерия
- „Хаос“ (1841)
- „Неаполитанския залив“ (1845)
- „Битката при Наварино“ (1848)
- Бурно нощно море" (1849)
- „Изглед от Константинопол“ (1856)
- „Буен вятър“ (1856)
- „Американски кораби край Гибралтар“ (1873)
- „Дъга“ (1873)
- „Прощаване на Пушкин с морето“ (1877), Айвазовски и Иля Репин
- „Черно море през нощта“ (1879)
- „Черно море“ (1881)
- „Буря“ (1886)
- „Бригът „Меркурий“, атакуван от два турски кораба“ (1892)
- „Корабът „Императрица Мария“ в буря“ (1892)
- „Ниагарския водопад“ (1892)

### Арменски теми
Ранните творби на Айвазовски съдържат арменски теми. Желанието на художника да посети родината на предците си се осъществява през 1868 г. При пътуването си Руска Армения (най-общо обхващаща днес територията на Република Армения), той рисува връх Арарат, Араратското плато и езерото Севан. Въпреки че Арарат е изобразяван преди от много европейски художници, Айвазовски става първият арменец, който рисува библейския връх.
През 1880-те години арменските теми отново се появяват в творчеството му – „Долината на Арарат“ (1882), „Арарат“ (1887), „Слизането на Ной от Арарат“ (1889). В уникалната „Долината на Арарат“ Айвазовски се е подписал на арменски – Айвазян (Այվազեան). В панорамата на Венеция „Посещението на Байрон на остров Св. Лазар“ (1898) на предния план са изобразени членове на арменското паство, които ентусиазирано посрещат поета.
В този период Айвазовски рисува и портрети на известни арменци, като например брат си архиепископ Габриел Айвазовски (1882), граф Михаил Лорис-Меликов (1888), Мъкртич Хримиян (1895), кмета на Нахичеван на Дон Артюн Калабян и други.
„Кръщението на арменския народ“ и „Молитва преди битката при Авараяр“ (и двете от 1892) изобразяват двете най-значими събития в историята на Древна Армения.
- „Долината на Арарат“ (1882)
- „Слизането на Ной от Арарат“ (1889)
- „Молитва преди битката при Авараяр“ (1892)
- „Кръщението на арменския народ“ (1892)
- „Посещението на Байрон на остров Св. Лазар“

## Наследство и признание
Иван Айвазовски е сред малкото руски художници спечелили си признание приживе. Днес той е смятан за един най-големите маринисти. Той е също така от малкото руски артисти, прочули се извън Русия. През 1898 г. сп. „Мънзи“ пише, че Айвазовски „е по-известен в световен мащаб от който и да е друг артист от неговата националност, с изключение на сензационния Верешчагин“. Той е първият, а за дълго време и единственият, представител на морския пейзаж като един от поджанровете на пейзажната живопис. Всички други художници на морски пейзажи са или негови ученици, или са повлияни от него. Иван Крамской казва, че „Айвазовски е – без значение кой какво казва – звезда от първа величина“. Друг руски художник, Александър Беноа, смята, че „Айвазовски стои встрани от развитието на руската пейзажна школа“. Уеб сайтът на Държавния руски музей продължава: „Трудно е да намерим друга фигура в историята на руското изкуство, която да се радва на същата популярност, както сред обикновените зрители, така и сред ерудираните професионалисти“. Фразата „достойно за четката на Айвазовски“ започва да се използва, за да се „опише нещо неизказано прекрасно“. Използвана е за първи път от Чехов в пиесата му „Вуйчо Ваньо“ (1897).
В родината на прадедите си Айвазовски винаги е бил смятан за арменски художник и винаги за него се е говорило с арменското му име, Ованес. Той е високо ценен в Армения и важността му за арменското изкуство е безспорна. Той е най-забележителният арменски художник от 19 век и първият арменски маринист. И той като съвременниците си Кеворк Башинягиян, Панос Терлемезян и Вардес Сурниянт е роден извън Армения, работи извън родината си и предимно под влияние на европейски и руски школи. Креативността и специфичната му гледната му точка се приписват обаче на арменските му корени.

### Посмъртни почести
В памет на Айвазовски са построени монументи в Украйна, Армения и Русия. Статуя на художника има и пред имението му във Феодосия. Друга се намира в Симферопол, където е представен заедно с брат си Габриел. Първата статуя на Айвазовски в Армения е открита през 2003 г., в Ереван. Първата и единствена статуя на Айвазовски в Русия е открита през 2007 г., в Кронщат, близо до Санкт Петербург.
На художника са кръстени улица във Феодосия, няколко улици в Москва, Ереван, Минск и Киев и в много по-малки градове. В Одеса има хотел с неговото име, в който са изложени и негови творби.
Марки с неговия образ или с негови произведения са издавани от СССР (1950), Румъния (1971), Мадагскар (1988), Армения (1992), Русия (1995), Украйна (1999), Абхазия (1999), Молдова (2010), Къргизстан (2010), Бурунди (2012) и Мозамбик (2013).
Малката планета 3787 Айвазовски е открита от съветския астроном Николай Черних през 1977 г.

### Аукциони
В началото на 21 век картините на Айвазовски започват да участват в търгове (най-вече в Лондон) с цена над 1 милион долара. През 2004 г. неговата „Исакиевският събор в зимен ден“, рядък градски пейзаж, неочаквано е продаден за 1,9 милиона долара. През 2007 г. „Американски кораби край Гибралтар“ е продадена за 2,71 милиона паунда, което е с четири пъти повече от най-високите оценки. През април 2012 г. „Изглед от Константинопол и Босфора“ (1856) е продадена от Сотбис за рекордните 5,2 милиона долара.

### Чинове и ордени
| Руска таблица на чиновете - 1870 – Действителен статски съветник - 1885 – Таен съветник - 1896 – Действителен таен съветник | \| Държава \| Орден \| Орден \| Година \| \| ---------------- \| ----- \| ---------------------------------- \| ------ \| \| Френска империя \| \| Орден на почетния легион (Кавалер) \| 1857 \| \| Османска империя \| \| Орден „Меджидие“ \| 1858 \| \| Кралство Гърция \| \| Орден на спасителя \| 1859 \| \| Руска империя \| \| Орден „Св. Владимир“ \| 1865 \| \| Османска империя \| \| Орден „Османие“ \| 1874 \| \| Полско царство \| \| Орден на Белия орел \| 1893 \| \| Руска империя \| \| Орден на св. Александър Невски \| 1897 \| |                                    |        |
| Държава | Орден | Орден                              | Година |
| Френска империя | | Орден на почетния легион (Кавалер) | 1857   |
| Османска империя | | Орден „Меджидие“                   | 1858   |
| Кралство Гърция | | Орден на спасителя                 | 1859   |
| Руска империя | | Орден „Св. Владимир“               | 1865   |
| Османска империя | | Орден „Османие“                    | 1874   |
| Полско царство | | Орден на Белия орел                | 1893   |
| Руска империя | | Орден на св. Александър Невски     | 1897   |